# Lissonota variabilis
Lissonota variabilis là một loài tò vò trong họ Ichneumonidae.